# Пластинчастий розбірний теплообмінник

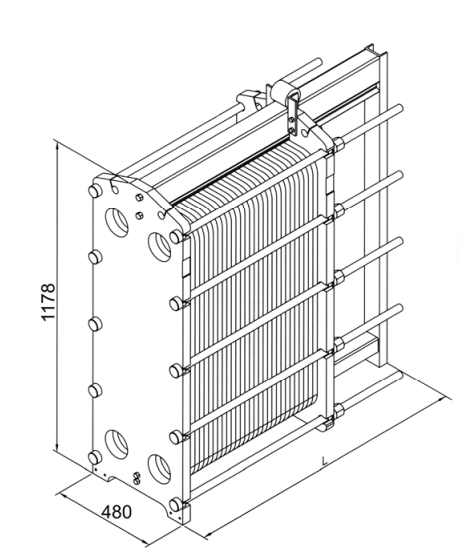
Креслення розбірного теплообмінника

Пластинчастий розбірний теплообмінник (англ. Detachable Plate Heat Exchanger) — є високоефективним та універсальним пристроєм для передачі тепла, який відіграє важливу роль у різних галузях та застосуваннях. Завдяки своїй вражаючій здатності сприяти передачі тепла з однієї рідини або газу на інший, пристрій здатний задовольнити потреби багатьох промислових процесів, систем опалення та охолодження, а також інших технологічних систем.
У порівнянні з іншими типами теплообмінників,даний відзначається великою поверхнею контакту, яка сприяє ефективній передачі тепла між рідинами і газами. Це досягається завдяки конструкції, що включає стопу пластин, які мають спеціальні форми та отвори для протоку рідин. Коли рідини протікають крізь канали між пластинами, вони обмінюються теплом із сусідніми рідинами, що протікають через інші канали.
Також мають низку переваг, які роблять їх привабливими для використання у промислових процесах. Вони забезпечують високу теплообмінну ефективність при відносно компактних розмірах, що дозволяє економити простір в установках. Крім того, цей тип теплообмінника може бути легко розібраний для чищення та обслуговування, що сприяє підтримці його ефективності протягом тривалого періоду.
В даних агрегатах також існує можливість варіювати кількість та тип пластин для досягнення оптимальних умов передачі тепла залежно від конкретних потреб додаткової технології.

## Принцип дії

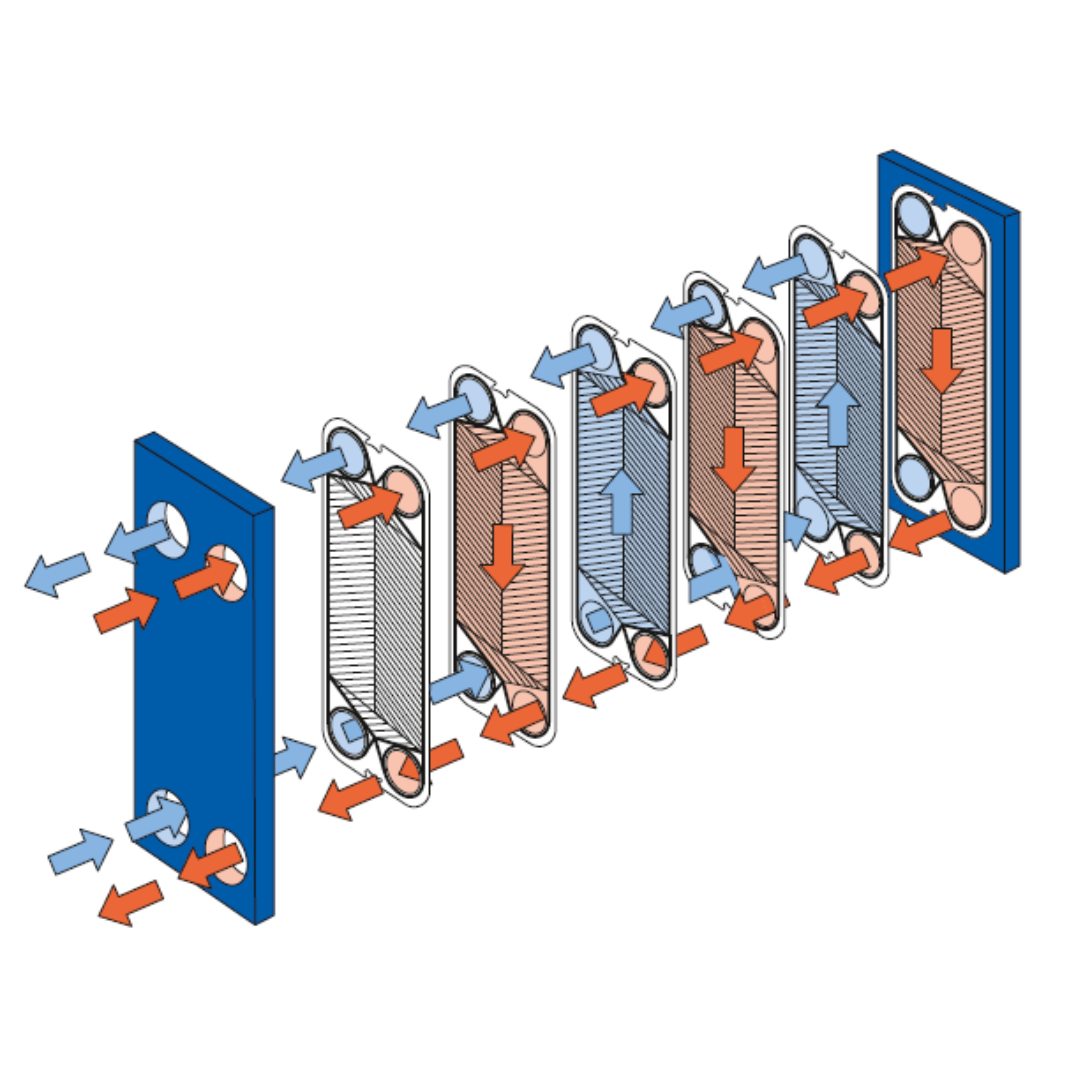
Принцип дії теплообмінника

Принцип дії базується на передачі тепла між двома рідинами або газами за допомогою пластин, розташованих у спеціальному порядку. Цей тип теплообмінного апарату забезпечує високу ефективність передачі тепла завдяки великій поверхні контакту та оптимальним гідравлічним умовам.
Основні елементи включають пластини, прокладки та раму, яка утримує пластини разом. Кожна пластина має спеціальні форми та отвори, що дозволяють протікання рідин або газів. Рідини або гази, які мають бути нагріті або охолоджені, проходять через канали між пластинами.
Процес передачі тепла відбувається, коли рідини або гази протікають через канали. При цьому відбувається обмін тепла між рідинами або газами, що проходять через сусідні канали. Це досягається завдяки тісному контакту між пластинами, що створює ефективний теплообмінний інтерфейс.
Одна рідина, яка нагрівається, передає своє тепло на пластини, які потім передають його на сусідні пластини та до другої рідини або газу, який проходить через сусідні канали. Таким чином, відбувається передача тепла від одного потоку до іншого. Даний процес може бути використаний як для охолодження, так і для нагрівання рідин або газів залежно від потреб системи.

## Конструкція
Складається з множини пластин, які встановлюються у спеціальній рамі. Ця конструкція дозволяє забезпечити оптимальну ефективність передачі тепла та легкість обслуговування.

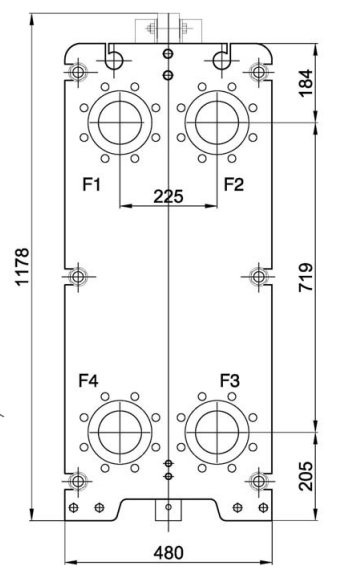
Креслення тепллобмінного обладнання

### Складові
1. Пластини: Кожна пластина має спеціальні форми та рельєфи, які забезпечують оптимальний контакт між рідинами або газами. Вони виготовляються з матеріалів, які мають високу теплопровідність, таких як нержавіюча сталь, титан або латунь. У пластин містяться отвори та канали, через які протікають рідини або гази. Кількість та форма отворів та каналів можуть варіюватися залежно від вимог технічних характеристик теплообмінника.[4]
2. Рама: Рама є основною підставою для установки пластин. Вона виготовляється з міцних матеріалів, таких як нержавіюча сталь або вуглецева сталь, щоб забезпечити стійкість теплообмінника. Рама має відповідні отвори для розміщення пластин, а також фіксуючі елементи, які утримують пластини на місці. Це дозволяє забезпечити правильне позиціонування пластин та гарантує їх герметичність.
3. Ущільнювальні прокладки: Між пластинами розташовуються ущільнювальні прокладки, які забезпечують герметичність теплообмінника. Вони можуть бути виготовлені з гуми, еластомерів або спеціальних тепло- і хімічно-стійких матеріалів. Ущільнювальні прокладки запобігають утіканню рідин або газів між пластинами і забезпечують оптимальну герметичність теплообмінника. Вони також допомагають розділити рідини або гази, щоб уникнути забруднення та забезпечити ефективну передачу тепла.
4. З'єднувальні елементи: Для забезпечення стійкості та герметичності на рамі встановлюються з'єднувальні елементи, такі як болти, гайки або заклепки. Ці елементи фіксують пластини і раму, що дозволяє пластинчастому теплообміннику працювати під високим тиском без ризику розриву чи руйнування конструкції.
5. Вхідні та вихідні отвори: Теплоносії вводяться та виводяться через спеціальні отвори, розташовані на рамі теплообмінника. Ці отвори можуть мати різні розміри та конфігурації залежно від конкретних потреб і параметрів системи.

## Застосування
Дані агрегати мають широкий спектр застосувань у різних промислових секторах, комерційних установках та побутових системах. Їх висока ефективність передачі тепла, компактні розміри та можливість швидкої розбірки для обслуговування роблять їх незамінними в багатьох галузях.

### Деякі з головних застосувань теплообмінного апарату
- Промислові процеси: Широко використовуються в промислових секторах, таких як хімічна, нафтохімічна, фармацевтична, харчова та інші галузі виробництва. Вони забезпечують ефективну передачу тепла при охолодженні, нагріванні або конденсації рідин або газів, що використовуються у процесах виробництва.[5]

А також:

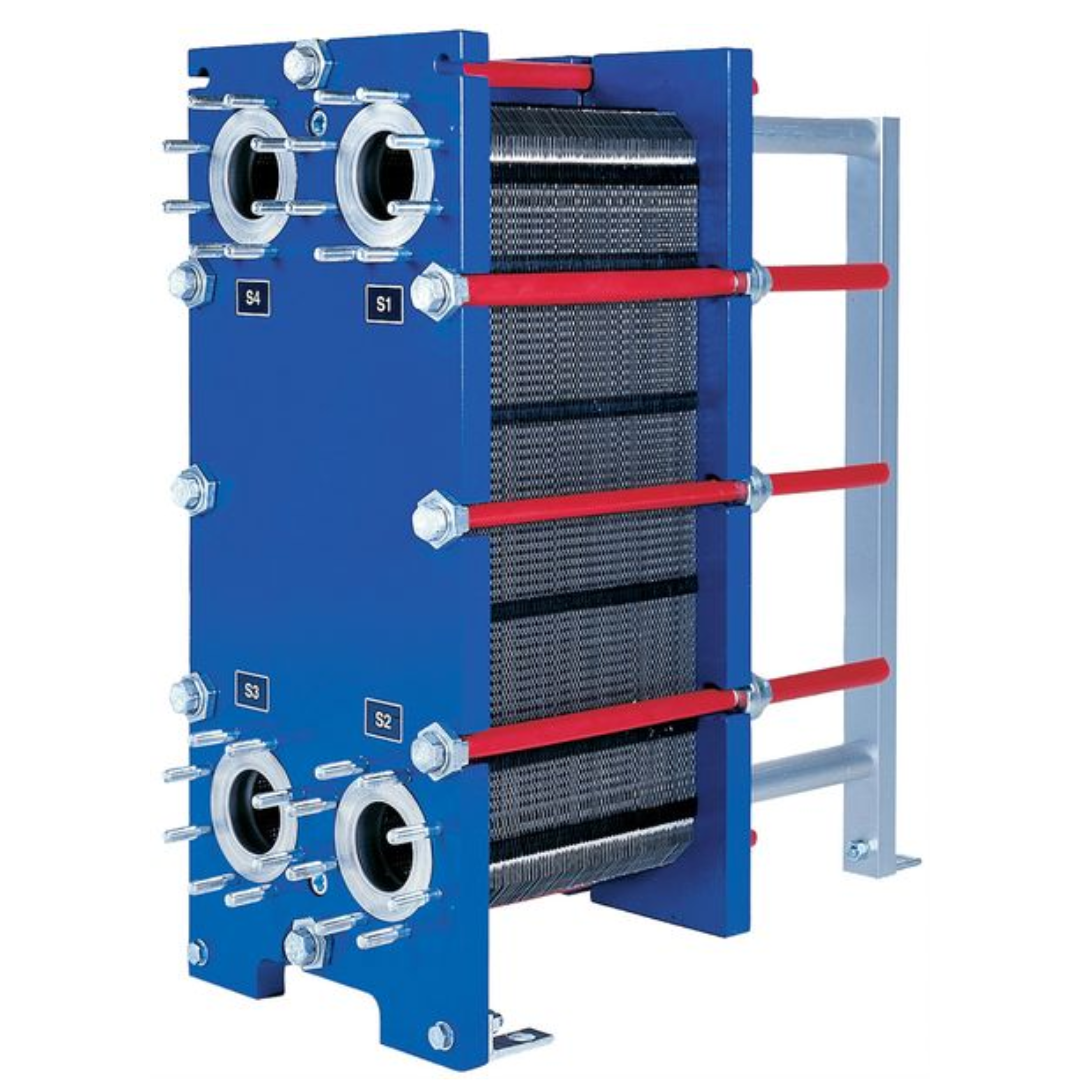
Розбірний теплообмінник

- Опалення та кондиціонування повітря: Широке застосування в системах опалення та кондиціонування повітря в комерційних будівлях, офісах, торгових центрах та житлових приміщеннях. Вони дозволяють ефективно передавати тепло між рідинами або газами, що забезпечує комфортну температуру в приміщеннях.[6]
- Холодильна техніка: Використовуються у холодильних системах, морозильних камерах та холодильних вітринних шафах. Вони дозволяють ефективно охолоджувати рідини або гази, що дозволяє забезпечити оптимальні умови зберігання продуктів і зберегти їх свіжість.
- Енергетичні системи: Є важливою складовою частиною енергетичних систем, включаючи теплові насоси, котли, сонячні системи та інші. Вони дозволяють ефективно передавати тепло між різними теплоносіями, що підвищує ефективність енергопостачання та зменшує споживання палива.
- Хімічна та нафтова промисловість: У хімічних та нафтових процесах використовуються для охолодження реакторів, конденсації парів, відновлення тепла з відходів та інших теплообмінних процесів. Вони забезпечують ефективну передачу тепла в агресивних середовищах і витримують високі температури та тиск.
- Харчова промисловість: У харчовій промисловості використовуються для охолодження, нагрівання та пастеризації різних продуктів, таких як молоко, соки, пиво, вино та інші напої. Вони дозволяють зберегти якість продуктів і забезпечити їх безпечність для споживання.

Дані устаткування є ефективними та універсальними пристроями, які забезпечують ефективну передачу тепла між рідинами або газами в різних галузях промисловості та комерції. Їх компактна конструкція, висока ефективність, легкість в розбиранні та обслуговуванні роблять їх популярними вибором для різноманітних застосувань.